# نام‌های مالزیایی
نام‌های مالزیایی (انگلیسی: Malaysian names) نام‌ها در مالزی برای ردگیری پیش زمینهٔ فرهنگی و قومی شخص بسیار سودمندند چرا که مالزی از قومیت‌ها و فرهنگ‌های بسیاری تشکیل شده که هر یک نظام نام‌های متمایز به خود را دارند.
چینی‌های مالزیایی تنها گروه قومی عمده در مالزی هستند که از نام خانوادگی استفاده می‌کنند. بیشتر سایر گروه‌های قومی از جمله مردم مالایی، در یک عرف نامگذاری مشترکند که از نام کوچک و به دنبالهٔ آن نام پدر استفاده می‌کند.